# Conolophus marthae
La iguana terrestre rosada (Conolophus marthae) es una especie de lagarto de la familia Iguanidae. Es una de las tres especies de Conolophus. Es endémica del norte de la isla Isabela en las islas Galápagos. La iguana tiene un cuerpo de color rosa con algunas rayas, lo que llevó a algunos a llamarla "iguana rosada de Galápagos". La especie fue descubierta por primera vez en 1986 y fue identificada como una especie separada, distinta de la iguana terrestre de Galápagos, a principios de 2009. Esta especie es la única evidencia de la antigua diversificación a lo largo del linaje de las iguanas terrestres de Galápagos y documenta uno de los más antiguos eventos de divergencia jamás registrados en las Galápagos.

## Taxonomía
Su nombre genérico, Conolophus, se deriva de dos palabras griegas: conos (κώνος) que significa "espinoso" y lophos (λοφος) que significa "cresta" o "pluma", que denota las crestas espinosas a lo largo de su espalda. El apelativo "rosada" se deriva de la palabra española que significa "rosa", en referencia al cuerpo de color rosado del animal. El término más tarde fue abandonado por la descripción formal y el epíteto de especie, marthae, que fue elegido en memoria de Martha Rebeca Gentile, la hija muerta del descriptor Gabriele Gentile.
La especie fue descrita formalmente por primera vez a principios de 2009, siendo distinguida de las otras poblaciones de iguanas de las islas. El análisis genético de la subpoblación morfo rosa resultó en una identificación de una población genéticamente distinta y aislada, totalmente diferente de las otras especies de iguana de la isla. Un análisis más detallado sugirió que esta especie en particular se separó de su tronco ancestral unos 5.700.000 años antes.

## Morfología
La iguana terrestre rosada es anatómicamente similar  y estrechamente relacionada con la iguana terrestre de Galápagos. Ambas ejemplifican la típica forma del cuerpo saurio, teniendo en cuclillas, cuerpos cuadrúpedos con colas alargadas. La expansión de las piernas hacia los lados, como todas las iguanas, y una hilera de espinas cortas corre por el centro de la espalda a partir de la base del cuello hasta la cola. Sin embargo, hay algunas diferencias anatómicas entre las dos especies. La cresta de la iguana terrestre rosada ha sido descrita un tanto diferente a la de la iguana terrestre de Galápagos. La diferencia más evidente es la coloración rosada con algunas bandas verticales anchas y oscuras. Esto es un marcado contraste de la coloración amarillo-marrón de la iguana terrestre de Galápagos.
Parte del clado de iguanas terrestres de Galápagos, los individuos de esta especie salieron por primera vez a la luz pública en 1986, cuando los guardaparques vieron algunas iguanas de color rosa en un volcán local de la isla Isabela. Toda la gama de la especie se limita al volcán Wolf en esa isla en particular, y en ninguna otra parte del archipiélago de Galápagos. No más de un centenar de individuos, se ha estimado que forman la única población de iguanas terrestres rosadas. A pesar de la revisión formal no ha sido enumerado el estado de la población, pero se ha sugerido que debería ser considerada una especie en peligro crítico de extinción.
Las medidas de cola y cuerpo son consistentes dentro de la especie en sus diferentes etapas de vida o edad, siendo la cola hasta un 65 % más grande que cuerpo, y su conteo de escamas infra labiales y supra labiales son diferentes a C. subcristatus.